# Homestead (Wisconsin)
Homestead – miasto w Stanach Zjednoczonych, w stanie Wisconsin, w hrabstwie Florence.